# Cristianesimo nelle Comore
Il cristianesimo nelle Comore è una religione fortemente minoritaria. Oltre il 98% della popolazione delle Comore è di religione musulmana e segue l'islam sunnita. I cristiani rappresentano circa l'1% della popolazione, sono concentrati nelle grandi città e sono quasi tutti stranieri residenti. La maggioranza dei cristiani (circa lo 0,7%) è di confessione cattolica, con una minore presenza di protestanti (circa lo 0,3%). L'islam sunnita è la religione di stato; la costituzione prevede la libertà di religione entro i limiti fissati dalla legge, che sono molto stringenti. Le altre religioni possono praticare il culto solo nei luoghi autorizzati e solo gli stranieri possono praticare esternamente un culto diverso dall'islam sunnita. Il proselitismo religioso è permesso solo ai musulmani sunniti ed è vietato alle altre religioni. La conversione dei musulmani ad altra religione è vietata. L'istruzione religiosa islamica in età scolare è obbligatoria. Un uomo non musulmano non può sposare una donna musulmana, a meno che non si converta all'islam.

## Confessioni cristiane presenti
- Chiesa cattolica: è presente nel Paese con una sola circoscrizione ecclesiastica, il vicariato apostolico delle Isole Comore. Nelle Comore vi sono solo due chiese cattoliche, una a Moroni e l'altra a Mutsamudu.[4]
- Protestantesimo: nelle Comore si trova una sola chiesa protestante a Moroni, di orientamento evangelico. Secondo la World Christian Encyclopedia, nelle Comore sarebbe presente anche la Chiesa cristiana avventista del settimo giorno,[5] ma in realtà la congregazione non è più presente nel Paese.[6]